# Eberhard Ladislaus Christian von Alemann
Eberhard Ladislaus Christian Ritter von Alemann (tudi Eberhard II. von Alemann), avstrijski general, * 5. november 1856, † 6. junij 1925.

## Življenjepis
Rodil se je kot 9. otrok (od 14) Christianu Franzu Ladislausu von Alemannu in Amalii Huka.
27. aprila 1886 se je poročil s Mario Ostadal, s katero sta imela dva otroka. Umrl je 6. junija 1925 za gripo.

## Pregled vojaške kariere
Napredovanja
- generalmajor: 10. december 1917